# ラストゲーム 最後の早慶戦
『ラストゲーム 最後の早慶戦』（ラストゲーム さいごのそうけいせん）は、日本で2008年8月に公開された映画。

## 概要
太平洋戦争中の1943年（昭和18年）10月16日に日本で行われた野球の「出陣学徒壮行早慶戦（通称:最後の早慶戦）」の開催に尽力した関係者、また徴兵を前に「最後になるかもしれない」野球試合に臨む選手たちの生きざまを通して、情熱を持って目標に挑むことの素晴らしさ・平和や命の尊さを問いかけた。
2008年（平成20年）5月15日、慶應義塾大学三田キャンパス（東京）で、同5月19日には早稲田大学大隈講堂で先行試写会が開催され、同8月23日に全国で公開された。

## ストーリー
アメリカ合衆国との戦争のさなか、野球は敵国のスポーツであるとされ、東京六大学野球は解散に追い込まれた。
学生への徴兵猶予もなくなり、戦争への参加が余儀なくされる中、慶應義塾塾長、小泉信三は、「学徒出陣を前に最後にもう一度、学生に野球の試合をさせてやりたい」と考えて、早稲田大学野球部顧問の飛田穂洲に、最後の早慶戦を申し込むのであった……。
戦争に振り回されながらも、野球に青春をかけた若者たちを描く。

## スタッフ
- 監督： 神山征二郎
- 脚本： 古田求
- 撮影監督： 阪本善尚
- 音楽： 和田薫
- 主題歌： 鬼束ちひろ「蛍」（ユニバーサルシグマ・A&M RECORDS）
- プロデューサー： 室岡信明
- 企画： 鍋島壽夫
- 統括プロデューサー： 奥山和由
- 製作委員会： シネカノン、東急レクリエーション、シネマ・インヴェストメント、日本経済広告社、Yahoo! JAPAN
- 企画・制作・配給:シネカノン
- 上映時間： 96分

## キャスト
- 戸田順治 - 渡辺大： 早稲田大学野球部部員
- 黒川哲巳 - 柄本佑： 早稲田大学野球部部員
- 相沢陽一 - 和田光司 - 早稲田大学野球部マネージャー・ 役（モデル：相田暢一）
- 近藤宏 - 脇崎智史 - 早稲田大学野球部主将・ 役（モデル：近藤清）
- 南里光博 - 阿部新 - 早稲田大学野球部部員・ 役（モデル：南里光義）
- 笠原忠之 - 永井浩介 - 早稲田大学野球部部員・ 役（モデル：笠原和夫、岡本忠之）
- 阪井隆信 - 片山享： 慶應義塾大学野球部主将（モデル：阪井盛一）
- 桐原真二 - 中村俊太： 慶應義塾大学野球部部員（モデル：片桐潤三）
- 加藤 - 桜木涼介： 慶應義塾大学野球部部員（モデル：加藤進）
- 長尾 - 相馬圭祐： 慶應義塾大学野球部部員（モデル：長尾芳夫）
- 別当 - 加藤竜治： 慶應義塾大学野球部部員（モデル：別当薫）
- 久保 - 上原風馬： 慶應義塾大学野球部部員（モデル：久保木清）
- 若杉トモ子 - 原田佳奈： 早稲田大学野球部合宿所世話係
- 飛田穂洲 - 柄本明： 早稲田大学野球部顧問
- 外岡太一郎 - 宮川一朗太： 早稲田大学野球部部長（モデル：外岡茂十郎）
- 平井政明 - 三波豊和： 慶應義塾大学野球部部長（モデル：平井新）
- 久保ひな - 箕浦康子： 久保の母
- 戸田栄一 - 久保田裕之： 戸田順治の兄
- 戸田いさこ - 尾高杏奈： 戸田順治の妹
- 戸田栄達 - 山本圭： 戸田順治の父
- 田中穂積 - 藤田まこと： 早稲田大学総長※藤田にとっては、本作が遺作映画となった。
- 戸田しず江 - 富司純子： 戸田順治の母
- 小泉信三 - 石坂浩二： 慶應義塾塾長
- 警官 - ベンガル
- 合宿所のおばさん - 佐々木すみ江

## 備考
- 早慶戦のシーンの撮影は長野県の上田城跡公園野球場で行われた。撮影では一般市民エキストラが参加しやすい土日を撮影日に設定し、エキストラ募集においては坊主頭や短髪を条件としたがなかなか集まらず、中学生や背の高い女性も参加している。それでも撮影が行われたが、5日間の予定のうち2日間が雨で中止になり、撮影の最終日は厳寒のためエキストラの集まりが予定よりも少なくなった。それでも、少ないエキストラを集めて「エール交換後の海ゆかばの大合唱」のシーンが撮影されたが、出来た映像を見た神山監督は「エール交換後で盛り上がっているところの次のシーンとしては物足りない」と感じ、合成で観客を増やすのも困難なことから、「不十分な映像で作品のクオリティを落とすわけにはいかない」という判断で、海ゆかばの大合唱のシーンをカットし、エール交換から神宮外苑の行進に移る流れとした。
- 映画は「事実をもとにしたフィクション」としている。そのため役名は、飛田穂洲や小泉信三ら歴史的人物についてはそのままであるが、野球部部員の役名は実際の部員の本名を一部使った仮名となっている。実際の野球部部員の遺族からの「なぜ本名を使わなかったのか」という問い合わせにおいては、脚本の古田求が遺族あてに手紙を書き理由を説明した。